# واندا جارنر أنتوني
واندا جارنر أنتوني (بالإنجليزية: Wanda Garner Cash)‏ هي مستشارة سياسية أمريكية، ولدت في 21 ديسمبر 1949.